# Пфеллер, Владимир Филиппович
Владимир Филиппович Пфеллер (1803—1885) — российский государственный  деятель, действительный статский советник, губернатор Вологодской, Подольской и Архангельской губерний.

## Биография
Родился в 1803 году в Москве в семье врача Московский почтамта, заслуженного профессора Московского медицинского училища, действительного статского советника Филиппа Ивановича Пфеллера (1750—1839).
В службе и классном чине с 1821 года, поступив на службу на Петербургский почтамт, с 1820 года перешел в ведомство Министерства внутренних дел.
С 1838 года в звании надворного советника был назначен Астраханским вице-губернатором.  С 1841 года в звании    коллежского советника был назначен Рязанским вице-губернатором. С 1843 года статский советник с назначением Подольским вице-губернатором.
В 1854 году произведён в действительные статские советники. С 1856 года назначался Архангельским и Подольским гражданским губернатором.
С 1860 года назначен Вологодским губернатором.
С 1861 года в отставке, умер в 1885 году в Москве.

## Награды
Был награждён орденами Святого Владимира 3-й степени, Святой Анны 2-й степени, Святого Станислава 1-й степени и баденского Церингенского льва.